# Navadni regrat
Navadni regrat (znanstveno ime Taraxacum officinale)  je močno razširjena zdravilna zelnata trajnica iz rodu regrata, ki raste po travnikih in ob poteh po zmerno toplih območjih severne poloble.
Prve pritlične liste požene v zgodnji spomladi. Močno nazobčani listi tvorijo listno rožico. Enostavno votlo steblo ima v preseku obliko kroga, na njem pa je le en cvetni košek z rumenimi cvetovi. Čas cvetenja je običajno druga polovica aprila in začetek maja, zaradi vse toplejših pomladi pa ponekod vzcveti že konec marca. Cvetišče se preoblikuje v značilno regratovo lučko, ki jo tvorijo številna semena. Semena so lahka, zato jih veter lahko raznaša, kar je zelo hiter način razmnoževanja.

## Uporaba v kulinariki in zdravilni učinki
V vseh delih rastline je lepljiv užiten mlečni sok z zdravilnimi učinki, najbolj uporabna pa je korenina. Svež regrat se uporablja kot solata, ki krepi organizem, olajšuje presnovo ter pomaga pri čiščenju krvi. Poznan je tudi regratov sirup. Regrat nima značilnega vonja in je grenkega okusa.